# NK Beltinci
El NK Beltinci (en inglés: Beltinci Football Club) fue un equipo de fútbol de Eslovenia que alguna vez jugó en la Prva SNL, la primera división de fútbol en el país.

## Historia
Fue fundado en el año 1949 en la ciudad de Beltinci, al nordeste de Eslovenia con el nombre Mladost Beltinci, y como la mayoría de equipos de Eslovenia, participaban en las divisiones aficionadas cuando pertenecían a Yugoslavia.
Tras la separación de Yugoslavia en 1991 fue uno de los equipos fundadores de la Prva SNL, la primera división de Eslovenia, en la que participó por nueve temporadas en la década de los años 1990, principalmente en la parte baja de la tabla donde eludió dos rondas de playoff hasta que desciende en la temporada 1999/2000.
Una temporada después desciende a la 3. SNL donde incluso juega una temporada en la cuarta división hasta que desaparece en el año 2006 luego de no obtener el permiso de competición de la Asociación de Fútbol de Eslovenia.
En 2006 nace el ND Beltinci, el cual reclama ser el sucesor del NK Beltinci, pero la Asociación de Fútbol de Eslovenia considera a ambos equipos por separado.

## Temporadas
| Temporada | Liga            | Posición |
| --------- | --------------- | -------- |
| 1991–92   | 1. SNL          | 13.º     |
| 1992–93   | 1. SNL          | 14.º     |
| 1993–94   | 1. SNL          | 6        |
| 1994–95   | 1. SNL          | 5.º      |
| 1995–96   | 1. SNL          | 6.º      |
| 1996–97   | 1. SNL          | 9.º      |
| 1997–98   | 1. SNL          | 9.º      |
| 1998–99   | 1. SNL          | 10.º     |
| 1999–2000 | 1. SNL          | 12.º     |
| 2000–01   | 2. SNL          | 13.º     |
| 2001–02   | 3. SNL – Este   | 10.º     |
| 2002–03   | 3. SNL – Este   | 2.º      |
| 2003–04   | 3. SNL – Este   | 5.º      |
| 2004–05   | Pomurska League | 3.º      |
| 2005–06   | 3. SNL – Este   | 14.º     |

## Jugadores

### Jugadores destacados
| - Štefan Škaper - Vlado Miloševič - Stanislav Kuzma - Milan Osterc - Marinko Šarkezi | - Boštjan Zemljič - Emir Džafič - Boško Boškovič - Issah Moro - David Adjei | - Vais Jengurazov - Sašo Vorobjov - Sergej Neiman - Cosmin Lucian Popescu - Goran Gutalj |